# Yacov Barsimantov
Yacov Barsimatov, també escrit Yaacov Bar-Simantov o Yaakov Bar Siman Tov, (Esmirna, 23 de juny de 1939 - París, 31 de març de 1982) va ser un diplomàtic israelià, que va exercir d'agent del Mossad i vicesecretari de l'ambaixada d'Israel a França, quan va ser disparat a mort al suburbi parisenc de Boulogne-Billancourt per una dona. En aquell moment, Barsimetov era el responsable d'enllaç amb l'Assemblea Nacional francesa, el Senat francès i altres organitzacions polítiques.

## Trajectòria

### Orígens
Nascut a Esmirna, Turquia, el 23 de juny de 1939, el seus pares es deien Gabriel i Sarah. El 1948 van emigrar a Israel i es van establir a la ciutat de Yehud. Als 18 anys es va allistar a les Forces de Defensa d'Israel servint als paracaigudistes i al cos d'intel·ligència. En acabat, es va traslladar amb la família a Holon, on s'hi van construir una casa. El 1968 es va incorporar al Mossad i va treballar, principalment, en el camp de les comunicacions i l'assistència operativa tant en territori israelià com estranger.

### Assassinat
A 12:50 hores, una dona jove que duia una boina blanca es va apropar al diplomàtic, quan anava acompanyat per la seva dona i la seva filla de 8 anys, i li va disparar tres trets al cap amb una pistola semiautomàtica de 7.65 mil·límetres quan estava al rebedor del seu apartament situat a l'Avinguda Ferdinand Buisson, 17, del districte parisenc de Boulogne-Billancourt. El seu fill de 17 anys, que va sentir els trets però no va presenciar l'assassinat, va empaitar la dona, que va ser capaç de fugir a través del Metro de París. Es va anunciar la mort del diplomàtic dues hores després del tiroteig. L'ambaixada israeliana va reconéixer que no s'havia garantit cap mesura de seguretat particular pel diplomàtic i que portava poc més de dos anys treballant a París en la seva primera assignació estrangera. El tiroteig va venir tres dies després que la seva oficina hagués patit una ràfega de metralladora.
La responsabilitat de l'assassinat va ser reivindicada per les Fraccions Armades Revolucionàries Libaneses. Israel va acusar a l'Organització per a l'Alliberament de Palestina d'estar-hi implicada i va considerar l'assassinat com a una violació dels acords d'alto al foc de juliol de 1981 arranjats pels Estats Units després de lluitar al Líban. L'OAP va insistir que l'alto al foc només feia referència a les accions que tenien lloc al Líban.

## Empresonament de Georges Abdallah
El 1987, el professor libanès Georges Abdallah va ser sentenciat a presó perpètua per l'assassinat de 1982 del tinent coronel Charles R. Ray, un millitar estatunidenc agregat a Barsimantov, així com implicat en la temptativa d'assassinat del 26 de març de 1984 contra l'antic cònsol estatunidenc a Estrasburg Robert O. Homme.
El 2013, les autoritats de la judicatura francesa van alliberar Abdallah. L'acord de llibertat comportava que fos expulsat immediatament de França, però el govern francès va recórrer la mesura i va impedir el seu alliberament. El desembre de 2013, l'alcaldia de Bagnolet va declarar Abdallah com a «resident honorífic», descrivint-lo com a «pres polític» i «defensor de la causa justa palestina», sense esmentant la seva implicació en els assassinats. El juliol de 2014, un recurs administratiu dels jutjats de Montreuil va revocar la decisió.
Actualment, Abdallah resta empresonat a la presó de Lannemezan. El 15 de novembre de 2024, un jutjat francès va ordenar el seu alliberament pel 6 de desembre amb la condició que abandonés França. Els fiscals van dir que apel·larien contra aquesta ordre.